# جرمان (عمران)
جرمان هي إحدى قرى الجمهورية اليمنية. تتبع جغرافيا لمحافظة عمران وإداريًا لمديرية العشة. يبلغ تعداد سكانها 7656 نسمة حسب الإحصاء الذي أجري عام 2004.